# Ghetto di Pinsk
Il Ghetto di Pinsk è stato uno dei più ampi tra i ghetti nazisti della seconda guerra mondiale nei territori conquistati in seguito all'invasione tedesca dell'Unione Sovietica. Istituito il 30 aprile 1942, servì come luogo di raccolta per 20.000 ebrei della città, in maggior parte donne e bambini, che erano sopravvissuti al massacro di 11.000 maschi della comunità perpetrato nell'agosto 1941. Tra il 29 ottobre e il 1º novembre 1942 si procedette allo sterminio dell'intera popolazione del ghetto. Pinsk fu la prima maggiore comunità ebraica dell'Est europeo a essere completamente annientata.

## Storia
Prima dello scoppio della seconda guerra mondiale gli ebrei residenti a Pinsk in Polonia erano oltre 25.000, più del 70% dell'intera popolazione locale. Pinsk era sin dal XVI secolo uno dei centri più vitali della presenza ebraica nella Polonia Orientale.
Secondo i termini del patto Ribbentrop-Molotov, dal 17 settembre 1939 al 21 giugno 1941 Pinsk divenne parte dell'Unione Sovietica. La popolazione ebraica crebbe ulteriormente per l'afflusso di rifugiati dalla Polonia occidentale occupata dai nazisti. Il regime comunista applicò una politica repressiva nei confronti della borghesia ebraica e dei movimenti religiosi o sionisti, con deportazioni dei "dissidenti" in Siberia e Kazakhstan (ironicamente salvando le loro vite dall'imminente Olocausto).

### Occupazione tedesca e primi eccidi
Le truppe tedesche di invasione giunsero a Pinsk il 4 luglio 1941. Pochissimi furono gli ebrei che riuscirono a lasciare la città prima del loro arrivo. Le violenze e le uccisioni cominciarono immediatamente. Fu ordinata la costituzione di un Consiglio ebraico (Judenrat), presieduto da David Alper, con il compito di eseguire gli ordini delle autorità di occupazione.
Già all'inizio di agosto 1941 si decide di procedere allo sterminio della popolazione maschile. Il 5 agosto circa 8.000 ebrei tra i 16 e i 60 anni furono uccisi in una fossa comune vicino al villaggio di Posenich, a 4 chilometri da Pinsk. Tra i morti vi era anche David Alper che si era rifiutato di eseguire gli ordini dei nazisti. Altri 3.000 ebrei maschi furono massacrati il 7 agosto vicino al villaggio di Koslakowich, questa volta si presero anche bambini dai 6 anni in su.

### Il ghetto (1 maggio-1 novembre 1942)
I 20.000 ebrei rimasti, in maggioranza donne e bambini, furono sottoposti a durissime condizioni di vita e di lavoro. Il 30 aprile fu ordinata la costituzione del ghetto; il giorno successivo (1° maggio 1942), l'intera popolazione ebraica della città fu trasferita in un'area malsana e sovraffollata, compressa in soli 240 edifici. Moltissimi furono i morti per fame, freddo e malattia. Nel giugno 1942 alcune centinaia di abitanti di Pinsk furono tra i 3.500 ebrei rastrellati nella regione e condotti a morire a Bronna Góra. Nel luglio furono rastrellati e uccisi i disabili e i malati incurabili o con disordini mentali.
Ai primi di settembre 1942 un censimento della popolazione del ghetto (l'eccezionale documento fu riscoperto nel 1994) elencava i nomi di 18.287 ebrei. In conseguenza degli eccidi dell'agosto 1941, meno del 15% erano maschi di età superiore ai 15 anni.
Il 27 ottobre 1942 Heinrich Himmler ordinò la liquidazione finale del ghetto, che fu portata a termine tra il 29 ottobre e il 1º novembre con l'uccisione di 17.000 abitanti nei pressi del villaggio di Dobrovolie e la loro sepoltura in fosse comuni, dopo che almeno altre 1.200 persone erano state uccise all'interno del ghetto stesso.
A Pinsk rimasero solo 143 artigiani, il cui lavoro era considerato ancora utile ai tedeschi. Anch'essi furono uccisi il 23 dicembre 1942. Scompariva così una delle più vitali comunità ebraiche della Polonia orientale (odierna Bielorussia).
Quando le truppe sovietiche liberarono Pinsk il 14 giugno 1944, trovarono in città solo 17 ebrei che erano rimasti nascosti presso amici cristiani. Un'altra ventina di ebrei era sopravvissuta unendosi ai partigiani.

## La memoria

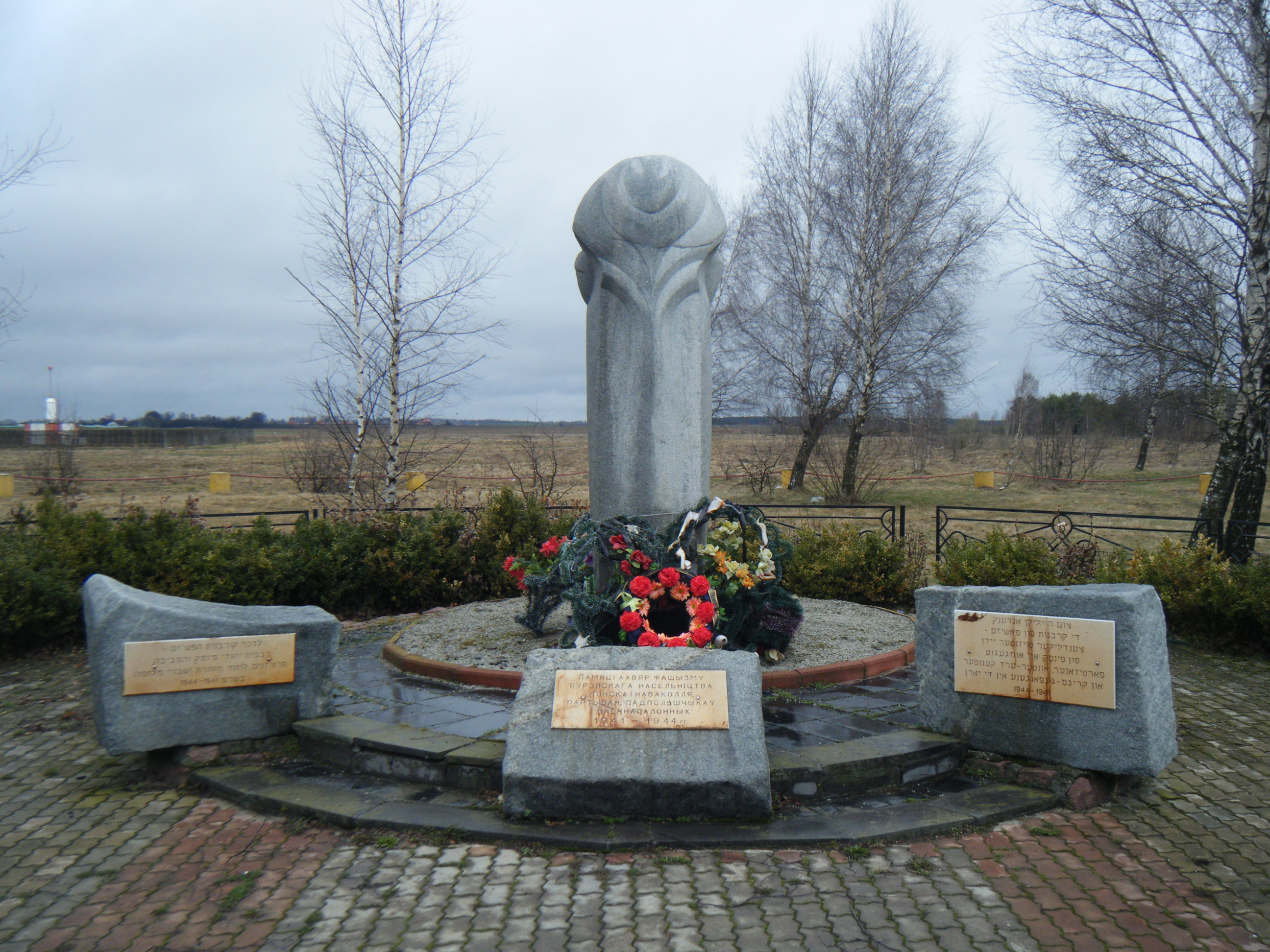
Memoriale alle vittime del ghetto di Pinsk

Alcuni monumenti eretti nel 1993 segnano i luoghi degli eccidi: a Posenich (8.000 vittime), Kozlakovich (3.000 vittime), e Dobrovolie (18.000 vittime), con iscrizioni in bielorusso, ebraico e yiddish.